# Elvira (apellido)
Elvira es un apellido español de origen discutido. Extendido por todas las provincias españolas y muchos países de América (singularmente, Colombia).
Para Jaime de Querejeta, Elvira es apellido vasco de Navarra, pero sin dar etimología. Es frecuente en las localidades navarras de Lodosa y Mendavia.
Radicado en localidades como Rabanera del Pinar, Palacios de la Sierra, Moncalvillo, en Burgos; Cevico de la Torre, en Palencia; Martiago, en Salamanca; Alcolea de Calatrava, en Ciudad Real, etc. 